# Raúl Alberto Lastiri
Raúl Alberto Lastiri (Buenos Aires, 11 settembre 1915 – Buenos Aires, 11 dicembre 1978) è stato un politico argentino, presidente ad interim della nazione, tra il 14 luglio 1973, dopo le dimissioni di Héctor José Cámpora, e il 12 ottobre del 1973, data dell'insediamento per il nuovo mandato di Juan Domingo Perón.

## Biografia
Presidente della Camera dei deputati dal maggio 1973, la sua salita al potere per convocare le elezioni fu conseguenza delle forzate dimissioni in blocco del presidente e del vicepresidente Vicente Solano Lima anche presidente del senato. Quest'ultimo avrebbe dovuto succedergli per completare il mandato. Anche il secondo nella linea di successione secondo la costituzione argentina, il vicepresidente del senato Díaz Bialet, rinunciò a suo favore.
Il suo nome risulta nella lista degli appartenenti alla loggia P2, scoperta nel 1981.